# Bertil Broberg
Carl Olof Bertil Broberg, född den 30 juni 1908 i Vaxholm, död den 31 januari 1975 i Stockholm, var en svensk militär.
Broberg blev fänrik vid Livgrenadjärregementet 1931 och löjtnant där 1935. Han var biträdande militärattaché i Helsingfors 1935–1936. Efter att ha genomgått Krigshögskolan 1940–1942 var Broberg kapten vid generalstabskåren 1944–1948. Han befordrades till major vid Svea livgarde 1949, var förste lärare vid Infanteriets skjutskola 1950–1954, blev överstelöjtnant vid Älvsborgs regemente 1954, vid Södra skånska infanteriregementet 1955, vid försvarsstaben 1956, och var militärassistent vid Riksnämnden för ekonomisk försvarsberedskap 1956–1960. Broberg befordrades till överste vid Södra skånska infanteriregementet 1959 och var befälhavare i Kalix försvarsområde 1960–1964. Han blev chef för Industrins försvarsbyrå vid Svenska Arbetsgivareföreningen 1964. Broberg blev riddare av Svärdsorden 1949 och kommendör av samma orden 1963.